# Kumanija
Kumanija je eksonim za Kumansko-Kipčaško kunfederacijo, plemensko zvezo v zahodnem delu Evrazijske stepe od 10. do 13. stoletja. V konfederaciji sta prevladovali dve turški nomadski plemeni: Kumani, znani tudi kot Polovci ali Forbani, in Kipčaki. 
Kumanija se je v islamskih virih imenovala Desht-i Qipchaq, kar pomeni "Stepa Kipčakov", v perzijskih "Tuja dežela, naseljena s Kipčaki", v ruskih pa "Polovska stepa" (Poloveckaja step) ali "Polovska ravnina" (Pole Poloveckoe).
Bolj organizirano entiteto, ki je bila kasneje znana kot Zlata horda, je armenski letopisec Hetum (Hajton) iz Korikosa imenoval Komanija. Kumanija je bila vir imen ali nadomestnih imen za več manjših območij. Nekatere od njih, na primer zgodovinska madžarska regija Kunságin in nekdanja rimskokatoliška škofija Cumunije v Romuniji in Madžarski, nimajo nobene zveze z ozemljem, naseljenim s Komani in/ali Kipčaki.
Hetum iz Korikosa je Kumanijo opisal kot  "popolnoma ravno in brez dreves".  Ibn Batuta je o Kumaniji povedal: "Ta divjina je zelena in travnata in brez dreves, niti visokih niti nizkih … Po tej puščavi  je mogoče potovati samo z vozom". Batutov sodobnik Hamdollah Mostowfi jo je opisal bolj podrobno: "Ravnice (Kumanije) so odlični pašniki … ampak tu je samo nekaj hiš ali mest ali vasi. Večina prebivalcev je nomadov. Večina dežele so močvirja. Pašniki so odlični, konji in govedo so številni in večina prebivalcev je odvisna prav od njih. Podnebje je hladno. Njihova voda prihaja iz izvirov in vodnjakov". 

## Zgodovina
Do 11. in 12. stoletja je bila nomadska konfederacija Kumanov in (vzhodnih) Kipčakov prevladujoča sila na velikih ozemljih, ki so se raztezala od današnjega Kazahstana preko južne Rusije in Ukrajine do Moldavije in vzhodne Vlaške v današnji Romuniji. Meje ozemlja so zaradi nomadskega načina življenja prebivalcev le približne. Temu primerne so tudi opredelitve Kumanije v različnih zgodovinskih obdobjih. Opredelitve so odvisne tudi od lastnih  pogledov na Kumanijo. V bizantinskih, ruskih, gruzijskih, armenskih, perzijskih in  muslimanskih virih je Kumanija pomenila ozemlje severno od Črnega morja, omejeno na vzhodu s Kaspijskim jezerom, kjer so ravnice med rekami Dneper, Volga, Ural in Irtiš ustvarjale ugodne pogoje za nomadski življenjski slog Kumanov. Kasneje se je Kumanija nekaj časa imenovalo tudi ozemlje vzhodne Vlaške in južne Ukrajine s središčem v nižavju Budžak in Bagaranski ravnini. Na tem zemlju so se zahodnjaki prvič srečali s Kumani.  
V skladu s tradicionalnim turškim pripisovanjem barv stranem neba se je naziv Bela Kumanija nanašal na njen zahodni del, morda vzhodno Vlaško. Črna Kumanija je bila severno od nje in je obsegala morda Moldavijo.
Tako kot v mnogo drugih velikih nomadskih evroazijskih konfederacijah, je  etnonim "Kuman", ki se je sicer nanašal na Kumane, v resnici označeval različne etnične skupine. Glavnino prebivalstva so tvorila verjetno turško govoreča plemena, v konfederacijo pa so bila vključene tudi druge etnične komponente. Kumanija je bila predvsem politično ime, ki se je nanašalo na vodilna povezovalna plemena ali klane konfederacije oziroma države. Ko so se Kumani prvič pojavili v pisnih virih, je njihovo ime pomenilo vse člane konfederacije, ne glede na njihov plemenski izvor. Ko so plemena postala del politične enote, so njihova stara plemenska imena postopoma izginila. V Zgodovini Mongolov (Džami al-Tavarik) perzijskega zgodovinarja Rašid-al-Dina Hamadanija, je Kumanija omenjena med vojnim pohodom Möngke kana okoli leta 1236–1237. V Zgodovini so, med drugim, omenjeni Kipčaki, turško govoreči Asi (morda kasnejši Jasi)  in "Karaulaghi" ("Črni", se pravi "s severa", morda Vlahi).
Veliko ozemlje kumansko-kipčaškega  kraljestva, sestavljenega iz ohlapno povezanih plemen, ni nikoli imelo centralne oblasti. Kumanija ni bila niti država niti cesarstvo, ampak združenje neodvisnih vladarjev, kanov, ki so delovali na lastno pobudo in se je vmešavali v politično življenje okoliških držav: ruskih kneževin, Bolgarije, Bizantinskega cesarstva, vojvodine Vlaške na Balkanu, Armenije in Gruzije na Kavkazu ter Horezmu, kjer do ustvarili močno kasto vojakov, mamelukov, ki so služili  muslimanskim arabskim in turškim kalifom in  sultanom.
Na Balkanu so bili Kumani v stiku z vsemi državami tistega časa. Vojskovali so se s Kraljevino Ogrsko in bili zavezniki Bolgarije in Vlaške proti Bizantinskemu cesarstvu. Kumanski vojskovodja Tokomer, morda Tihomir, je bil morda bolgarski plemič in prvi, ki je združil bolgarske države severno od Donave na zahodu do reke Olt na vzhodu. Njegov sin Basarab I. Vlaški se šteje za prvega vladarja združene in neodvisne Vlaške (vladal okoli 1290–1310). Ta razlaga ustreza splošnemu pogledu na stanje v romunskih deželah s prebivalci, ki so živeli v vaških skupnostih, združenih v različne majhne zveze z bolj ali manj močnimi poglavarji. Slednji so poskušali  ustvariti nekaj kraljestev, nekateri pa so plačevali mirovni davek dominantnim  nomadskim plemenom.
Ta pontska (črnomorska) Kumajija in preostala Kumanija na vzhodu, sta prenehali obstajati sredi 13. stoletja med invazijo Mongolov v Evropo. Leta 1223 je Džingiskan porazil Kumane in njihove ruske zaveznikev bitki na Kalki v sodobni Ukrajini, končni udarec pa se je zgodil leta 1241 in kumanska konfederacija kot politična entiteta je prenehala obstajati. Ostanki kumanskih plemen so se razkropili, ali postali mongolski podložniki mongolskih zavojevalcev v novoustanovljeni Zlati hordi. Nekateri so pobegnili na zahod v Bizantinsko in Bolgarsko cesarstvo in na Ogrsko.